# Ypsolopha minotaurella
Ypsolopha minotaurella là một loài bướm đêm thuộc họ Ypsolophidae. Nó được tìm thấy ở Albania, Hy Lạp và Crete.
Sải cánh dài 17–18 mm.